# Рудератсхофен
Рудератсхофен (њем. Ruderatshofen) општина је у њемачкој савезној држави Баварска. Једно је од 45 општинских средишта округа Осталгој. Према процјени из 2010. у општини је живјело 1.776 становника. Посједује регионалну шифру (AGS) 9777167.

## Географски и демографски подаци
Рудератсхофен се налази у савезној држави Баварска у округу Осталгој. Општина се налази на надморској висини од 728 метара. Површина општине износи 33,5 km². У самом мјесту је, према процјени из 2010. године, живјело 1.776 становника. Просјечна густина становништва износи 53 становника/km².